# Hédi Kaddour
Hédi Kaddour (* 1. červenec 1945, Tunis) je francouzský spisovatel a vysokoškolský pedagog tuniského původu.

## Život a dílo
Hédi Kaddour se narodil jako syn Tunisana a Francouzky. Byl profesorem francouzské literatury na New York University v Paříži (NYUF) a také na École des métiers de l'information (EMI-CFD).
Do povědomí čtenářů vstoupil roku 2005, a to románem Waltenberg, jenž vznikal v rozmezí sedmi let.

## Publikační činnost (výběr)

### České překlady
- Protější břehy (orig. 'Les Prépondérants'). 1. vyd. Garamond, 2016. 360 S. Překlad: Tomáš Havel[1] – nominace na Literu za překladovou knihu

## Ocenění (výběr)
- 2015 – Grand Prix du roman de l'Académie française za knihu Les Prépondérants[2]